# Hoplurorhachis everettii
Hoplurorhachis everettii är en mångfotingart som beskrevs av Pocock 1897. Hoplurorhachis everettii ingår i släktet Hoplurorhachis och familjen Platyrhacidae. Inga underarter finns listade i Catalogue of Life.